# Antennacyrtus insolitus
Genre
Espèce
Antennacyrtus insolitus, unique représentant du genre Antennacyrtus, est une espèce de collemboles de la famille des Tomoceridae.

## Distribution
Cette espèce est endémique de Nouvelle-Zélande.

## Publication originale
- Salmon, 1941 : The Collembolan fauna of New Zealand, including a discussion of its distribution and affinities. Transactions and Proceedings of the Royal Society of New Zealand, vol. 70, p. 282-431.